# Samhudi
ʿAlī ibn Aḥmad al-Samhūdī (in arabo علي بن أحمد السمهودي‎?; Samhūd, 1440 – Medina, 12 aprile 1506) è stato uno storico e giurista egiziano arabo sunnita, aderente al madhhab sciafeita.

## Nome
Il suo nome completo era Nūr al-Dīn Abū l-Ḥasan ʿAlī ibn ʿAbd Allāh ibn Aḥmad al-Ḥasanī al-Shāfiʿī.

## Biografia
Figlio di un qāḍī di discendenza hasanide (come mostra la sua kunya), studiò al Cairo e si accostò in questa città al Sufismo, ricevendovi la khirqa.
Si recò nel 1556 a Mecca  per il hajj e a Medina per la ziyāra, perdendovi la sua biblioteca personale, distrutta in un incendio. Scrisse tuttavia un lavoro sull'impellenza di lavori di restauro della Moschea del Profeta.
Tornato in Egitto fu assunto dal Sultano mamelucco Qaytbay, ma nel 1485 si trasferì definitivamente a Medina, lavorandovi per il resto della sua vita.
Fu inumato nel Baqiʿ al-Gharqad.

### Opere
- Wafā al-Wafāʾ (Wafā al-Wafāʾ bi-akhbār Dār al-Muṣṭafā (in arabo وفاء الوفا بأخبار دار المصطفى‎?), 2 voll., ed. Muḥammad. Muḥyi al-Dīn ʿAbd al-Ḥamīd, Il Cairo, 1326-7/1908-9, ristampato a Beirut dalla Dār al-kutub al-ʿilmiyya, 1393/1973, 4 parti in 2 volumi. Il libro fornisce ogni possibile notizia nota all'epoca sulla città di Medina (oggi in Arabia Saudita), in cui Maometto costituì la prima Umma islamica.[1]